# Uvaria rivularis
Uvaria rivularis este o specie de plante angiosperme din genul Uvaria, familia Annonaceae, descrisă de Jean Laurent Prosper Louis și Raymond Boutique. Conform Catalogue of Life specia Uvaria rivularis nu are subspecii cunoscute.